# Интерпретация Блохинцева
Интерпрета́ция Блохи́нцева — интерпретация квантовой механики на основе концепции квантовых ансамблей. Была выдвинута Д. И. Блохинцевым, Я. П. Терлецким, К. В. Никольским. Полемизируя с Нильсом Бором, утверждавшим, что статистический характер квантовой механики объясняется неконтролируемым воздействием измерительного прибора на микрообъект и что, следовательно квантовая статистика не имеет объективной, независимой от измерительного прибора, реальности, Д. И. Блохинцев выдвинул положение, что квантовая механика неприменима к отдельным микрообъектам, а только к квантовым статистическим ансамблям и что, следовательно, квантовая статистика имеет объективную, независимую от измерительного прибора, реальность

Квантовая механика изучает свойства единичного микроявления посредством изучения статистических закономерностей коллектива таких явлений.
 Волновая функция, по Д. И. Блохинцеву, 

не есть характеристика микрочастицы «самой по себе», а есть характеристика её принадлежности к тому или иному ансамблю.
 Квантовым ансамблем называется большое число частиц или систем, которые независимо друг от друга находятся в одинаковых макроскопических условиях. Уравнение Шрёдингера, с точки зрения Д. И. Блохинцева, детерминированным образом описывает эволюцию квантового ансамбля. Но макроскопические условия включают в себя в том числе и измерительные приборы, поэтому Д. И. Блохинцев допускает влияние измерительных приборов на определение ансамблей и, следовательно, их вероятностное влияние на волновые функции. То есть в данной концепции есть логическое противоречие. В. А. Фок указал, что если ансамбль есть набор частиц, которые не взаимодействуют и находятся в одном и том же состоянии, определяемым волновой функцией, то это утверждение тем самым определяет состояние каждой отдельной частицы посредством её волновой функции, что противоречит утверждению о том, что волновая функция не относится к каждой отдельной частице. Критики данной концепции также указывают, что волновая функция в условиях ансамбля относится к отдельной частице и определяется лишь внешними макроскопическими условиями, независимо от ансамбля. Вследствие этого квантовый ансамбль перестаёт быть первичным объектом изучения квантовой механики. Также критики отмечают, что специфические квантовые свойства ансамблей изолированных друг от друга частиц объясняются квантовой природой каждой частицы.